# Август 2011 года

Список событий августа 2011 года.

## События
- 1 августа
  - Президент ФРГ подписал закон о поэтапном закрытии АЭС[1].
  - Лидеры Республиканской и Демократической партии согласовали в Конгрессе США законопроект, который повышает потолок госдолга и начинает масштабное сокращение госрасходов[2].
  - Президент РФ Дмитрий Медведев утвердил положение об Общественном совете при МВД РФ[3].
  - МВД РФ завершило переаттестацию своих сотрудников[4].
  - ЕС ввёл дополнительные санкции против Сирии[5].
  - Тропический шторм «Юджин» сформировался у берегов Мексики[6].
  - На востоке Японии произошло землетрясение магнитудой 6,4[7].
  - Nissan отозвал 20 тыс. автомобилей Altima в США[8].
- 2 августа
  - Арестован ещё один экс-редактор News of the World[9].
  - Норвегия завершила свою военную операцию в Ливии[10].
  - Президент РФ Дмитрий Медведев назначил инвеступолномоченных в федеральные округа[11].
  - Италия отозвала своего посла из Сирии[12].
  - Президент США Барак Обама подписал принятый конгрессом закон о госдолге, предотвратив технический дефолт[13].
  - Парламент Папуа — Новой Гвинеи отправил в отставку премьер-министра Майкла Сомаре. Новым премьер-министром избран лидер оппозиции Питер О’Нил[14].
  - Совет Безопасности ООН провёл неплановые консультации по ситуации в Сирии[15].
  - Столкновения иммигрантов с полиции в Италии, пострадало 35 человек[16].
  - Ford принял решение отозвать 1,1 млн автомобилей из-за проблем с бензобаком[17].
- 3 августа
  - В Египте начался суд над экс-президентом Хосни Мубараком[18].
  - Франция одобрила экстрадицию экс-диктатора Панамы Мануэля Норьеги на родину[19].
  - В Москве скончался известный учёный Андрей Капица[20].
  - В Москве скончался пианист Николай Петров[21].
- 4 августа
  - Взрыв метана на шахте в Луганской области, 38 погибло[22].
  - ЕЦБ и Банк Англии оставили учётные ставки без изменения[23].
  - Президент РФ подписал указ о комендантской службе[24].
  - Суд Франции начал уголовное расследование против Кристин Лагард[25].
  - Президент Сирии Башар Асад подписал декрет о провозглашении в стране многопартийной системы[26].
- 5 августа
  - Рейтинговое агентство Standard & Poor's впервые в истории снизило кредитный рейтинг США с высшего значения AAA до АА+[27].
  - Печерский районный суд Киева арестовал экс-премьера Украины Юлию Тимошенко[28].
  - НАСА запустило автоматическую межпланетную станцию «Юнона» для исследования Юпитера[29].
  - Парламент Таиланда избрал на пост премьер-министра Йинглак Чинават, ставшую первой в истории Таиланда женщиной, занявшей этот пост[30].
- 6 августа
  - При крушении вертолёта в афганской провинции Вардак погибли 38 человек. Среди погибших 31 спецназовец США[31].
  - В лондонском районе Тоттенхэм произошли массовые беспорядки в результате протестов толпы против действий полиции[32].
  - В Дагестане в ходе операции погибли 2 полицейских[33].
  - Польский политик Анджей Леппер найден мёртвым в своём офисе[34].
  - При подавлении акции протеста погибло 22 человека в Сирии[35].
  - Власти Китая эвакуировали более 200 тысяч человек из-за тайфуна «Муйфа»[36].
  - Сербия и Косово договорились о совместном использовании КПП[37].
- 7 августа
  - ФБР США расследуют взлом хакерами сайтов окружных шерифов[38].
  - Представители G20 обсудили ситуацию в экономике сложившуюся в связи со снижением кредитных рейтингов США[39].
  - ХАМАС и ФАТХ договорились об освобождении политзаключённых[40].
  - Министры финансов G7 обсудили скоординированные действия для поддержания функционирования финансовых рынков[41].
  - Биржевой индекс Израиля TA-25 упал на 7 %[42].
  - В Сан-Томе и Принсипи прошёл второй тур президентских выборов. Победителем стал основатель Движения за освобождение Сан-Томе и Принсипи и её первый президент Мануэл Пинту да Кошта[43][44].
  - В Кабо-Верде состоялся первый тур президентских выборов. Во второй тур прошли кандидаты от оппозиции Жорже Карлуш Фонсека и от правящей партии ПАИГК Мануэл Иносенсио Соуза[45][46].
  - В столкновениях с правительственными войсками в Сирии погибли не менее 57 человек[47].
  - Тропический шторм «Нок-тен» на севере Таиланда унёс жизни 20 человек[48].
- 8 августа
  - Сергей Чемезов переизбран председателем совета директоров «КАМАЗа»[49].
  - В Выборге открылся фестиваль российского кино «Окно в Европу»[50].
  - Президент РФ Дмитрий Медведев внёс в Государственную Думу на ратификацию Соглашение между Россией и Южной Осетией, которое предусматривает создание объединённой российской военной базы на территории Южной Осетии[51].
  - Глава Национального переходного совета Ливии Мустафа Абдель Джалиль отправил в отставку правительство в полном составе[52].
  - Авария Ан-24 в Игнатьево.
- 9 августа
  - В Австралии началась перепись населения[53].
  - Падения фондовых рынков мира (август 2011) (англ.)
    - Австралийские банки Commonwealth и Westpac снизили фиксированные процентные ставки по внутренним кредитам[54][55][56].
    - Финансовые управление Южной Кореи обещали принять меры, чтобы стабилизировать рынок так как акции на Корейской бирже продолжают падать[57].
    - Курс австралийского и новозеландского доллара продолжает падать, поскольку инвесторы стремятся обеспечить безопасность в условиях, когда курс австралийского доллара падает ниже паритета[58].
    - Промышленный индекс Доу Джонса на Нью-Йоркской фондовой бирже, так же, как мировой фондовый рынок, поднимается после падения[59].

  - Федеральная резервная система США объявила о том, что она будет сохранять процентные ставки на «исключительно низком уровне» по меньшей мере всю середину 2013 года, хотя он (Фонд) не поддерживает предложение об очередном количественном послаблении[60].
  - На западное побережье КНДР обрушился тропический шторм Муифа. 10 человек погибли[61].
  - В Великобритании продолжаются беспорядки: поджоги и акты мародёрства распространяются по британской столице, а также перекинулись на Бирмингем, Ливерпуль, Манчестер и Бристоль[62].
  - В Магаданской области разбился транспортный самолёт Ан-12, на борту которого находились 11 человек[63].
- 10 августа
  - В России приостановлены полёты самолёта Ан-12[64].
  - Министр иностранных дел Турции Ахмет Давутоглу передал президенту Сирии Башару Асаду ультиматум, основные требования которого — прекратить силовые акции против мирного населения и назвать точную дату парламентских выборов, в противном случае Турция пригрозила признать сирийского лидера нелегитимным, как это уже произошло с Каддафи[65].
  - Начались ходовые испытания первого авианосца китайских военно-морских сил, построенного на основе советского авианесущего крейсера «Варяг»[66].
  - По утверждению южнокорейский военных, КНДР провела обстрел из артиллерийских орудий острова Йонпхендо[67].
- 11 августа
  - Британский парламент прервал свои летние каникулы, чтобы собраться на экстренное совещание в связи с беспорядками в Лондоне[68].
  - В Ашинском районе Челябинской области произошло столкновение двух грузовых поездов[69].
  - Учёные обнаружили первое подтверждение живорождения у плезиозавров[70].
- 12 августа
  - Астрономы обнаружили рекордно тёмную экзопланету TrES-2b, она поглощает 99 % падающего на неё света[71].
  - В Санкт-Петербурге открыт комплекс защитных сооружений от наводнений[72].
  - В двадцати городах России, в том числе Москве и Санкт-Петербурге, прошёл «День гнева»[73]
  - Президент России Дмитрий Медведев подписал указ, вводящий санкции против Ливии[74].
  - В Шэньчжэне открылась 26-я Летняя Универсиада[75].
  - Неформальный саммит ОДКБ (Астана и Боровое, Казахстан)[76].
  - Грузия и Микронезия установили дипломатические отношения[77].
  - Южный Судан получил самостоятельный домен верхнего уровня .ss[78].
  - В Польше произошло крушение междугородного экспресса[79].
- 13 августа
  - Около 100 тонн нефти вылилось в воды Северного моря у берегов Шотландии из-за утечки на нефтепроводе компании Royal Dutch Shell[80].
- 14 августа
  - Премьер-министр Непала Джала Натх Кханал ушёл в отставку из-за разногласий в правящей трёхпартийной коалиции[81].
  - В результате нападения талибов на резиденцию губернатора афганской провинции Парван погибли по меньшей мере 19 человек, свыше 30 получили ранения[82].
  - При взрыве гостиницы в пакистанской провинции Белуджистан погибли 11 человек, 20 человек получили ранения[83].
- 15 августа
  - Корпорация Google объявила о покупке мобильного бизнеса Motorola за 12,5 миллиарда долларов[84].
  - Два взрыва произошли в иракском городе Кут. Погибли по меньшей мере 30 человек и 52 получили ранения[85].
  - Комиссия Ространснадзора завершила расследование аварии дизель-электрохода «Булгария»[86].
  - Вступил в должность новый генеральный секретарь Карибского сообщества (КАРИКОМ) Ирвин ЛаРок[87].
- 16 августа
  - X Международный авиакосмический салон «МАКС-2011» открылся в подмосковном Жуковском[88].
- 17 августа
  - Авиация Турции нанесла бомбовые удары по базам курдских боевиков в Ираке[89].
- 18 августа
  - 5 человек погибли, 140 — получили ранения в результате обрушившегося урагана на опен-эйр фестиваль в Хасселте[90].
  - Президент Сирии Башар Асад объявил о прекращении военных и полицейских операций против оппозиции[91].
  - Запущен и утерян из-за проблем с разгонным блоком «Бриз-М» российский спутник связи Экспресс АМ4[92].
  - 8 человек погибли, 30 ранены в результате серии терактов на юге Израиля.
- 19 августа
  - 53 погибших, 123 раненных в результате взрыва, устроенного террористом-смертником, в мечети пакистанского города Джамруд[93].
  - По меньшей мере, 10 человек погибли в результате атаки террористов-смертников движения «Талибан» на британское консульство в западной части Кабула[94].
  - Выборы в сенат Казахстана (верхняя палата парламента)[95].
  - Президент России подписал указ об установлении профессионального праздника — Дня финансиста[96].
- 20 августа
  - 12 человек погибли, трое — получили ранения в авиакатастрофе Боинга 737 канадской авиакомпании First Air на севере территории Нунавут[97].
  - В Россию с визитом прибыл лидер КНДР Ким Чен Ир[98].
- 21 августа
  - В Кабо-Верде прошёл второй тур президентских выборов. Президентом избран кандидат от оппозиции, бывший министр иностранных дел Жорже Карлуш Фонсека[99].
- 22 августа
  - Повстанцы захватили столицу Ливии Триполи. Местонахождение Муамара Каддафи неизвестно[100].
  - Валентина Матвиенко ушла в отставку с поста губернатора Санкт-Петербурга, вместо неё временно и. о. назначен Георгий Полтавченко[101].
  - Россия и Южный Судан установили дипломатические отношения[102].
- 23 августа
  - Премьер-министр Японии Наото Кан объявил о предстоящей 30 августа отставке правительства страны[103].
  - После заявления КНДР все южнокорейские граждане покинули курорт Кумганг[104].
  - Находящийся в заключении египетский блогер Майкель Набиль начал голодовку в знак протеста против вынесенного ему трёхлетнего тюремного приговора за «оскорбление военных»[105].
  - Взрыв на военном полигоне Ашулук в Астраханской области, погибли 6 военнослужащих, ещё 12 ранены[106].
  - Землетрясение в североамериканском штате Виргиния[107].
  - В Либерии прошёл референдум по принятию поправок к конституции. В их числе перенос выборов президента с ноября на октябрь, снижение ценза оседлости при выборах президента и вице-президента с 10 до 5 лет и изменение пенсионного возраста для судей Верховного суда[108].
  - Суд Нью-Йорка снял все обвинения с экс-главы МВФ Доминика Стросс-Кана[109].
- 24 августа
  - Стив Джобс покинул пост исполнительного директора компании Apple[110].
  - Грузовой космический корабль «Прогресс М-12М» не удалось вывести на целевую околоземную орбиту, это первый за 30 лет «Прогресс», который не смог доставить груз до орбитальной станции[111].
  - Рейтинговое агентство Moody’s Investors Service снизило кредитный рейтинг Японии с отметки Аа2 до Аа3 a[112].
- 25 августа
  - Национальный переходный совет Ливии объявил о переезде из Бенгази, где он базировался, в Триполи[113].
  - Президент Шри-Ланки Махинда Раджапаксе принял решение отменить законы о чрезвычайном положении, принятые за последние 28 лет[114].
  - С посольства Ливии в Российской Федерации снят флаг Ливийской Джамахирии[115].
  - Сальвадор признал суверенитет Палестины[116].
- 26 августа
  - В алжирском городе Шаршал террорист-смертник взорвал себя у здания казарм военной академии. 18 человек погибли, десятки ранены[117].
  - Премьер-министр Японии Наото Кан объявил об уходе в отставку с поста главы правящей Демократической партии[118].
  - В результате нападения на казино в мексиканском городе Монтеррей погибли 40 человек, десятки пострадали[119].
  - В Абхазии прошли внеочередные президентские выборы. Вице-президент Александр Анкваб одержал победу набрав 55 % голосов избирателей[120][121].
  - Теракт у здания миссии ООН в столице Нигерии Абудже, от взрыва начинённой взрывчаткой машины погибли 18 человек, около 40 получили ранения[122].
  - «Северный поток» подключён к европейской газотранспортной системе: в немецком городе Лубмин первая нитка газопровода «Северный поток» была состыкована с германским газопроводом OPAL[123].
  - Гондурас объявил о признании независимости Палестины[124].
  - Израиль разорвал дипломатические отношения с Катаром[125].
- 27 августа
  - На 75-м году жизни скончалась народная артистка СССР Ия Саввина[126].
  - Ураган «Айрин» достиг побережья Северной Каролины: трое погибших в Виргинии, четверо погибших в Северной Каролине, отключения электричества затронули 500 тысяч потребителей в Виргинии и 300 тысяч в Северной Каролине, Пентагон привёл войска в состояние готовности, эвакуированы 2,5 млн человек (из них 300 000 в Нью-Йорке), более чем 8 тысяч авиарейсов были отменены до 30 августа[127].
  - В Сингапуре прошли президентские выборы. С перевесом в 0,3 % победу одержал бывший вице-премьер Тони Тан[128][129].
  - 16-е испытание межконтинентальной баллистической ракеты «Булава» прошло успешно[130].
  - Чемпионат мира по лёгкой атлетике открылся в южнокорейском городе Тэгу[131].
  - В результате нападения афганских боевиков на полицейские КПП на северо-западе Пакистана погибли 26 человек[132].
- 28 августа
  - Ураган «Айрин» в Нью-Йорке: 750 тысяч потребителей в штате Нью-Йорк остались без электричества, становится известно о трёх погибших в Пенсильвании, ещё двух во Флориде, об ещё одном погибшем в Северной Каролине и Виргинии, об одном погибшем в Коннектикуте и штате Нью-Йорк[133][134].
  - 35 человек погибли, 51 — получили ранения в серии террористических атак в Ираке[135].
  - Российский тяжеловес Александр Поветкин одержал победу над Русланом Чагаевым из Узбекистана и завоевал титул чемпиона мира в супертяжёлом весе по версии WBA[136].
- 29 августа
  - Министр финансов Ёсихико Нода стал новым лидером правящей Демократической партии Японии[137].
  - Посольство Ливии в Российской Федерации водрузило знамя Национального переходного совета Ливии вместо знамени Джамахирии[138].
  - Парламент Эстонии избрал на второй срок действующего президента страны Тоомаса Хендрика Ильвеса[139].
  - Парламент Непала избрал маоиста Бабурама Бхаттараи новым премьер-министром страны[140].
- 30 августа
  - Министр финансов Ёсихико Нода, лидер правящей Демократической партии, избран премьер-министром Японии[141].
- 31 августа
  - В Чечне произошёл подрыв двух смертников-самоубийц, в результате чего погибли 8 человек (в том числе 7 полицейских)[142].
  - В результате взрыва автомобиля в пакистанском городе Кветте, погибли 10 человек[143].
  - В законодательном собрании Санкт-Петербурга состоялось утверждение кандидатуры Георгия Полтавченко на должность губернатора Санкт-Петербурга[144].
  - В Венеции открылся 68-й венецианский кинофестиваль[145].
  - Полковник Муаммар Каддафи и его сторонники в Сирте отвергли ультиматум, выдвинутый мятежниками[146].
  - Впервые расшифрован геном рептилии. Объектом изучения стала ящерица Anolis carolinensis[147].